# USS Gridley (DD-92)
USS Gridley (DD-92) – amerykański niszczyciel typu Wickes będący w służbie United States Navy w okresie po I wojnie światowej. Patronem okrętu był Charles Vernon Gridley.
Okręt zwodowano 4 lipca 1918 w stoczni Union Iron Works w San Francisco. Matką chrzestną była pani Thomas, córka patrona okrętu. Jednostka weszła do służby 8 marca 1919, pierwszym dowódcą został comdr. Frank Jack Fletcher.
Po wyposażeniu w Mare Island Naval Shipyard okręt opuścił San Diego 24 marca 1919, przeszedł przez Kanał Panamski i dołączył do Sił Niszczycieli (ang. Destroyer Force). Uczestniczył w manewrach na wodach kubańskich. Przeszedł remont w Naval Station Norfolk. Przepłynął do Nowego Jorku 26 kwietnia 1919. Zabezpieczał transatlantycki lot wodnosamolotów US Navy. Uczestniczył w poszukiwaniach NC-1. Zabezpieczał lot NC-4 w czasie ostatniej części podróży do Anglii 31 maja 1919.
Odwiedził Brest, spędził 2 miesiące w różnych portach Morza Śródziemnego. Przewoził pasażerów i odbywał wizyty dobrej woli. Do Nowego Jorku wrócił 31 lipca.
W 1921 szkolił oficerów i członków rezerwy. Został wycofany ze służby w stoczni filadelfijskiej 22 czerwca 1922 i pozostawał nieaktywny do momentu skreślenia go z listy jednostek floty 25 stycznia 1937. Kadłub został sprzedany na złom 19 kwietnia 1939.